# 9797 Raes
9797 Raes (1996 HR21) là một tiểu hành tinh vành đai chính. Tênd in honor of the Flemish writer Hugo Raes.